# 小行星3043
小行星3043（3043 San Diego）是一颗围绕太阳公转的小行星。1982年9月20日，埃莉諾·赫琳在帕洛马山发现了此天体。
該小行星以美國加利福尼亞州的城市聖地牙哥命名。
这颗小行星的绝对星等为31.61372204808907等。